# Liste des lycées de Pontivy Communauté
Les lycées de Pontivy Communauté sont au nombre de cinq. Quatre sont situés à Pontivy et un à Saint-Thuriau. Trois sont des lycées publics et deux sont des lycées privés sous contrat. Deux lycées assurent un enseignement général et technologique, deux autres un enseignement professionnel et les 2 derniers un enseignement agricole.
On trouvera ci-dessous les différentes formations assurées par ces lycées.

Les études secondaires en France

## Présentation générale
| Lycée                                          | Public | Privé | général et technologique | professionnel | agricole | CPGE | BTS |
| ---------------------------------------------- | ------ | ----- | ------------------------ | ------------- | -------- | ---- | --- |
| Lycée du Blavet de Pontivy                     | X      |       |                          | X             |          |      | X   |
| Lycée Joseph-Loth de Pontivy                   | X      |       | X                        |               |          |      | X   |
| Lycée Jeanne-d'Arc - Saint-Ivy de Pontivy      |        | X     | X                        | X             |          |      | X   |
| Lycée Le Gros-Chêne de Pontivy                 | X      |       |                          |               | X        |      | X   |
| Lycée Kerlebost (Saint Anges) de Saint-Thuriau |        | X     |                          |               | X        |      | X   |

## Pontivy

### Lycée du Blavet
Il s'agit d'un lycée professionnel public .
 Liens externes :
- Site du lycée du Blavet
- « Fiche de l'établissement sur l'annuaire du ministère de l'Éducation nationale », sur education.gouv.fr (consulté le 4 février 2018)
- Fiche des enseignements de l'établissement sur le site de l'ONISEP

### Lycée Joseph-Loth
Il s'agit d'un lycée général et technologique public .
 Liens externes :
- Site du lycée Joseph-Loth
- « Fiche de l'établissement sur l'annuaire du ministère de l'Éducation nationale », sur education.gouv.fr (consulté le 4 février 2018)
- Fiche des enseignements de l'établissement sur le site de l'ONISEP

### Lycée Jeanne-d'Arc - Saint-Ivy
Il s'agit d'un lycée général et technologique privé .
 Liens externes :
- Site du lycée Jeanne-d'Arc - SainT-Ivy
- « Fiche de l'établissement sur l'annuaire du ministère de l'Éducation nationale », sur education.gouv.fr (consulté le 4 février 2018)
- Fiche des enseignements de l'établissement sur le site de l'ONISEP

### Lycée Le Gros-Chêne

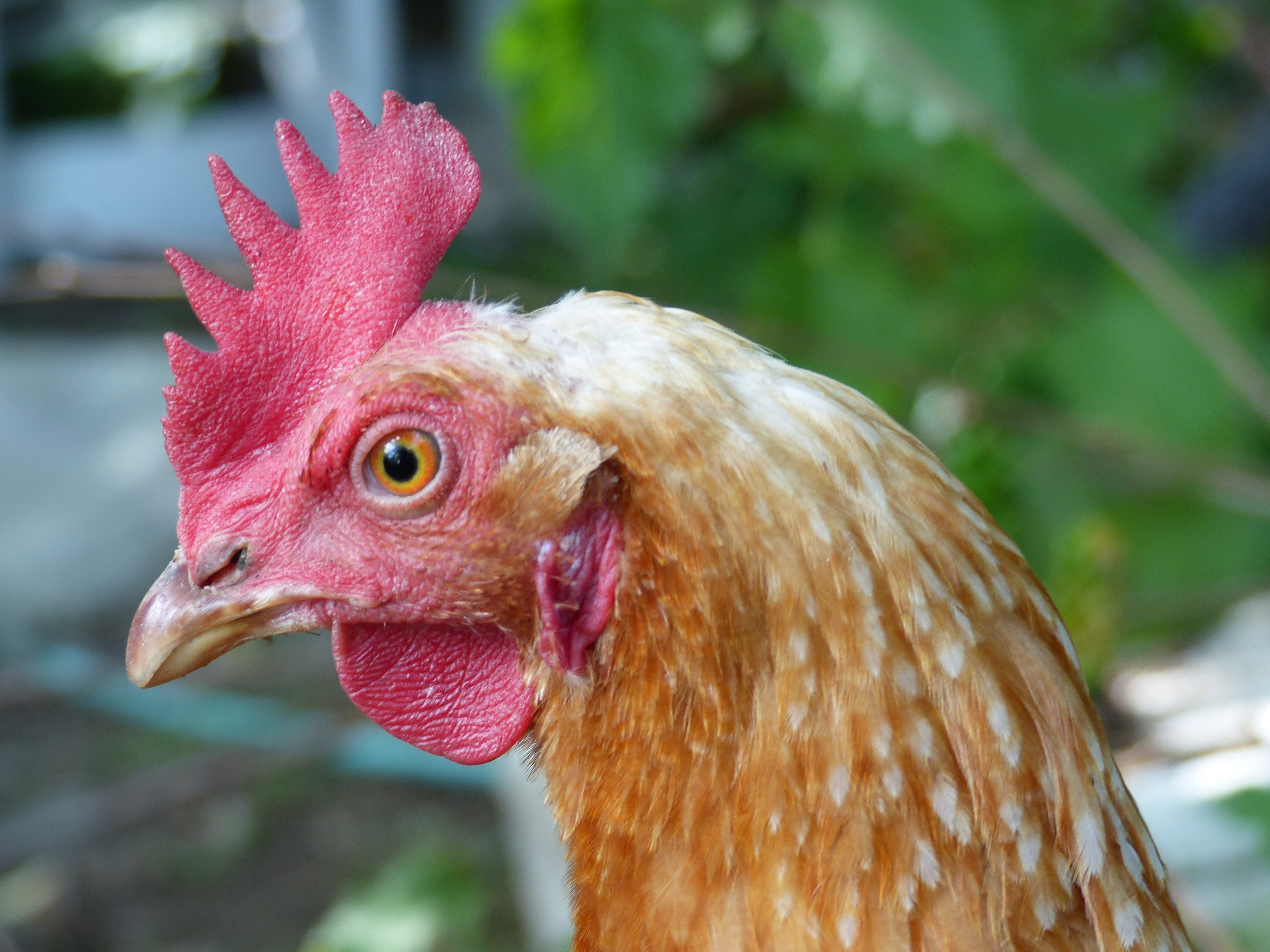
Une poule pondeuse du lycée agricole Le Gros Chêne

Il s'agit d'un lycée agricole public. Il a été médiatisé par le fait que des poules, élevées en plein air, y ont tué un jeune renard dans la nuit du 6 au 7 mars 2019, ce renard ayant été retrouvé mort au matin par le chef d'exploitation Pascal Daniel,.
 Liens externes :
- Site du lycée Le Gros-Chêne
- « Fiche de l'établissement sur l'annuaire du ministère de l'Éducation nationale », sur education.gouv.fr (consulté le 4 février 2018)
- Fiche des enseignements de l'établissement sur le site de l'ONISEP

## Saint-Thuriau

### Lycée Kerlebost (Saint Anges)
Il s'agit d'un lycée agricole privé .
 Liens externes :
- Site du lycée Kerlebost (Saint Anges)
- « Fiche de l'établissement sur l'annuaire du ministère de l'Éducation nationale », sur education.gouv.fr (consulté le 4 février 2018)
- Fiche des enseignements de l'établissement sur le site de l'ONISEP